# Transport kolejowy w Stargardzie
Transport kolejowy w Stargardzie – Stargardzki węzeł kolejowy jest drugim pod względem liczby pociągów i odprawianych podróżnych węzłem kolejowym na Pomorzu Zachodnim.
Węzeł powstał 1 czerwca 1859, kiedy to oddano do użytku linię do Koszalina, która była uzupełnieniem wcześniej oddanej linii do Berlina przez Szczecin (1 maja 1846) i do Poznania (9 sierpnia 1848). Następnie 31 sierpnia 1882 uruchomiono linię do Kostrzyna, oraz do Piły przez Ulikowo (1 września 1895). Uzupełnieniem linii normalnotorowych była Stargardzka Kolej Wąskotorowa, oddana do użytku 14 stycznia 1895.
O lokalizacji węzła kolejowego w Stargardzie miało wpływ centralne położenie miasta względem regionu.  Pod koniec XIX wieku ze Stargardu rozchodziło się 6 linii, a powstanie węzła kolejowego stało się bodźcem rozwoju gospodarczego i czynnikiem miastotwórczym.

## Stacje kolejowe
Na terenie miasta znajdują się 2 stacje kolejowe:
- Stargard
- Stargard Szczeciński Wąskotorowy (nieczynny)

## Przystanki kolejowe
Oraz 2 przystanki:
- Stargard Kluczewo (ruch towarowy)
- Stargard Osiedle (ruch towarowy)